# Orono (Maine)
Orono es un pueblo (subdivisión administrativa equivalente a un municipio) del condado de Penobscot, Maine, Estados Unidos. Según el censo de 2020, tiene una población de 11 183 habitantes.
Es la sede de la Universidad de Maine.
El town (en español, literalmente, pueblo) es la unidad básica del gobierno local y la división local de la autoridad estatal en los seis estados de Nueva Inglaterra. Los towns de Nueva Inglaterra cubren toda el área de un estado, en forma similar a los townships en otros estados donde existen, pero son corporaciones municipales en pleno funcionamiento. 

## Geografía
Está ubicado en las coordenadas 44°52′54″N 68°44′19″O / 44.88167, -68.73861. Según la Oficina del Censo de los Estados Unidos, tiene una superficie total de 50.76 km², de la cual 47.11 km² corresponden a tierra firme y 3.65 km² es agua.

## Demografía
Según el censo de 2020, hay 11 183 personas residiendo en la región. La densidad de población es de 237,38 hab./km². El 88.55% son blancos, el 1.35% son afroamericanos, el 0.79% son amerindios, el 3.59% son asiáticos, el 0.06% son isleños del Pacífico, el 1.07% son de otras razas y el 4.60% son de una mezcla de razas. Del total de la población, el 2.72% son hispanos o latinos de cualquier raza.